# CONTOUR
CONTOUR (Comet Nucleus Tour) – sonda amerykańskiej agencji kosmicznej NASA wystrzelona w ramach programu Discovery, której misja zakończyła się niepowodzeniem. Podstawowym celem sondy było zbadanie jąder dwóch komet: komety Enckego i 73P/Schwassmann-Wachmann. W dalszej kolejności istniała możliwość zbadania 6P/d'Arrest i być może jeszcze jednej, dotąd nieodkrytej komety.
Całkowita masa startowa sondy wynosiła 775 kg, z czego 377 kg ważył silnik rakietowy Star 30 SRM, a 70 kg paliwo – hydrazyna. Masa samego statku wynosiła 328 kg.

## Cele i plan misji
Cele naukowe misji obejmowały wykonanie zdjęć jąder komet z rozdzielczością 4 m, wykonanie mapowania spektroskopowego z rozdzielczością 100–200 m, uzyskanie informacji na temat składu gazów i pyłów wydobywających się z komet.
12 listopada 2003 sonda miała przelecieć z prędkością 28,2 km/s w odległości 100–160 km od komety Enckego. Po wykonaniu trzech zbliżeń do Ziemi – w sierpniu 2004, lutym 2005 i lutym 2006, CONTOUR minęłaby kometę 73P/Schwassmann-Wachmann z prędkością 14 km/s w dniu 18 czerwca 2006. Po kolejnych dwóch przelotach w pobliżu Ziemi (luty 2007 i 2008) sonda mogłaby minąć kometę d'Arrest z prędkością 11,8 km/s 16 sierpnia 2008.

## Przebieg misji

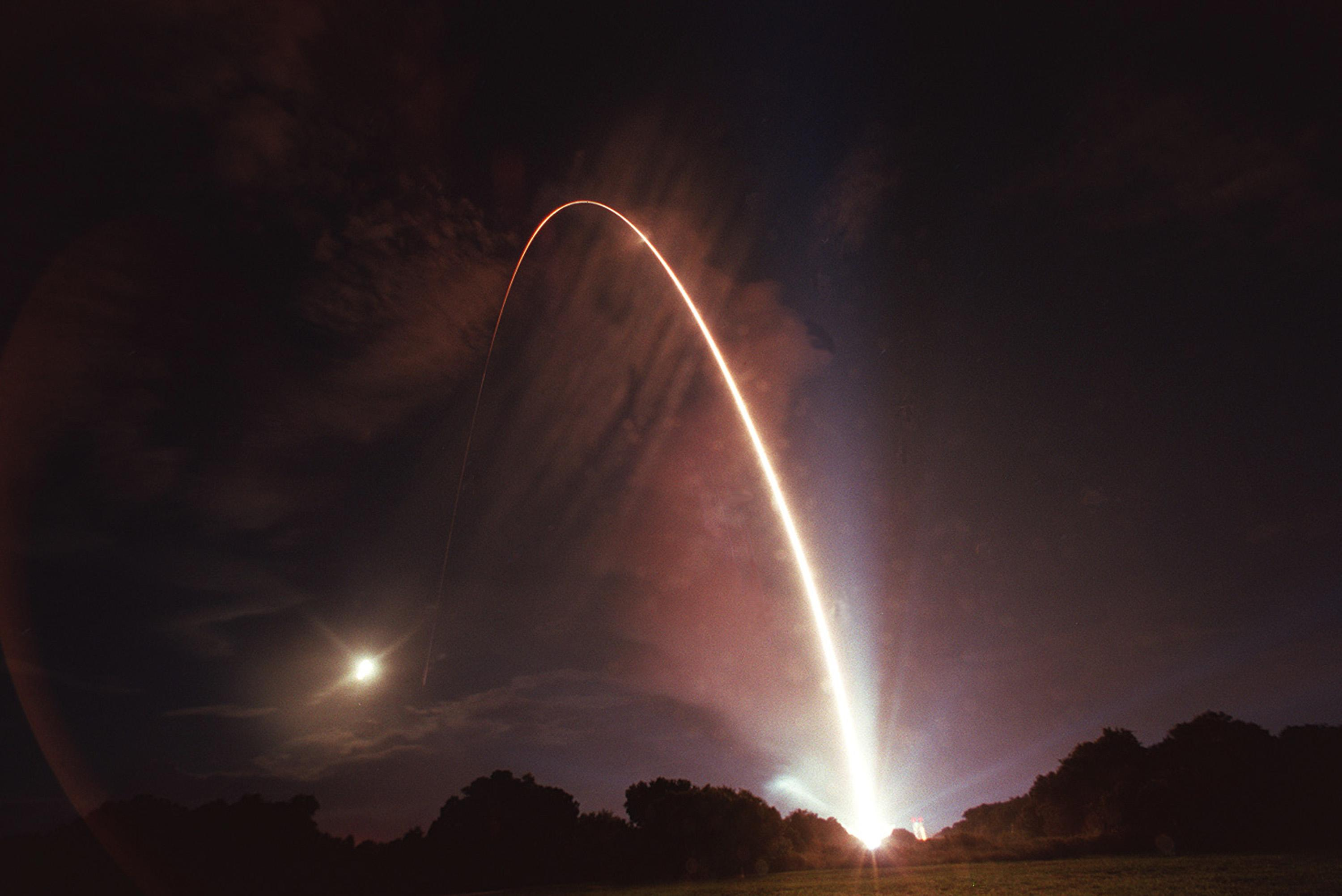
Wystrzelenie rakiety Boeing Delta II z przylądka Canaveral.

Sonda CONTOUR została wystrzelona rakietą Delta II 7425 3 lipca 2002 o godz. 6:47:41 UTC z kosmodromu Cape Canaveral Air Force Station i weszła na mocno wydłużoną orbitę wokółziemską o okresie ok. 1,7 doby.
Sześć tygodni po starcie, 15 sierpnia, w trakcie wykonywania planowego manewru, który miał skierować sondę na trajektorię w kierunku komety, utracono kontakt ze statkiem. Poczynione wówczas obserwacje wskazują, że sonda prawdopodobnie rozpadła się na trzy części. Mimo to nadal próbowano nawiązać kontakt z pojazdem, jednak 20 grudnia 2002 uznano sondę za utraconą.
Przeprowadzone przez NASA dochodzenie wskazało 4 możliwe przyczyny awarii, z których najbardziej prawdopodobne jest uszkodzenie konstrukcji sondy wskutek nadmiernego rozgrzania przy odpaleniu silnika sondy.